# Поспелиха (река)
Поспелиха (в верховье лог Госеловский) — река в России, протекает по территории Поспелихинского района Алтайского края, левобережный приток реки Алей. Длина Поспелихи — 38 км, площадь водосборного бассейна — 377 км².

## География и гидрология
В верхней части течения называется лог Госеловский, его часть расположенная выше высоты 237,3 м над уровнем моря пересыхает. Его исток находится недалеко от ныне нежилой деревни Соколовка. Поспелиха начинается на высоте 204,1 метра над уровнем моря, несколькими километрами выше этого места на Госеловском имеется водопад.
Поспелиха левобережный приток реки Алей, впадая в нею на в 376 километрах от устья реки Алей, её устье расположено между селом Поспелиха и посёлком имени Мамонтова, в том месте, где ранее располагалось село «старая» Поспелиха, ныне снятая с учёта.
Река равнинного типа, Водосбор открытый, распаханный, расположен в Алейской степи (Приобское плато). В середине течения реки расположен посёлок Хлебороб. Пересекает федеральную автомобильную трассу А322 Барнаул—Рубцовск и железнодорожные пути Алтайского отделения Западно-Сибирской железной дороги.
Через Поспелиху переброшено несколько мостов, в том числе один железнодорожный и один железобетонный автодорожный мост.

## Данные водного реестра
По данным государственного водного реестра России относится к Верхнеобскому бассейновому округу, водохозяйственный участок реки — Алей от Гилёвского гидроузла и до устья, речной подбассейн реки — бассейны притоков (Верхней) Оби до впадения Томи. Речной бассейн реки — (Верхняя) Обь до впадения Иртыша.